# Bại liệt
Bệnh bại liệt, còn gọi là bệnh viêm tủy xám (tiếng Anh: poliomyelitis), là một bệnh truyền nhiễm gây ra bởi virus bại liệt. Trong khoảng 0,5 phần trăm số ca nhiễm, xuất hiện tình trạng yếu cơ dẫn đến bị liệt. Điều này có thể kéo dài trong khoảng vài giờ đến vài ngày. Tình trạng yếu cơ chủ yếu xuất hiện ở chân, nhưng cũng đôi khi ở đầu, cổ, và cơ hoành. Nhiều người nhiễm bệnh hồi phục hoàn toàn. Trong số những người bị yếu cơ, khoảng 2 đến 5 phần trăm trẻ em và 15 đến 30 phần trăm người lớn tử vong. Trong số tất cả những người bị nhiễm, có đến 70 phần trăm các ca không có triệu chứng. Khoảng 25 phần trăm các ca có triệu chứng nhẹ như sốt và đau họng, và đến 5 phần trăm bị đau đầu, cứng cổ và đau ở tay và chân. Những người này thường hồi phục trong vòng một đến hai tuần. Nhiều năm sau khi phục hồi, hội chứng hậu bại liệt có thể xuất hiện, với sự yếu cơ phát triển chậm tương tự như lần nhiễm đầu tiên.
Virus bại liệt thường lây từ người sang người qua chất thải đi vào miệng. Nó cũng có thể lây qua đồ ăn hoặc nước uống chứa phân người hoặc hiếm hơn là nước bọt của người nhiễm bệnh. Những người bị nhiễm có thể lây bệnh trong vòng sáu tuần nếu không có triệu chứng. Bệnh thường được chẩn đoán bằng cách tìm virus trong phân hoặc phát hiện kháng thể trong máu. Bệnh này chỉ xuất hiện tự nhiên ở người.
Bệnh có thể được ngăn ngừa với vắc-xin bại liệt; tuy nhiên, cần nhiều liều để văc-xin phát huy tác dụng. Trung tâm kiểm soát và phòng ngừa dịch bệnh Hoa Kỳ khuyến cáo tiêm vắc-xin bại liệt nhắc lại cho khách du lịch và những người sống tại các quốc gia có dịch bệnh. Một khi bị nhiễm không có phác đồ điều trị cụ thể nào. Năm 2018, có 33 ca nhiễm bại liệt hoang dã và 104 ca bại liệt từ vắc-xin. Con số này giảm đáng kể so với 350.000 ca hoang dã năm 1988. Năm 2018, bại liệt hoang dã lan từ người sang người chỉ ở Afghanistan và Pakistan. Năm 2019 có 175 ca bại liệt hoang dã và 364 ca bại liệt từ vắc-xin.
Bệnh bại liệt đã tồn tại hàng ngàn năm, được minh họa trong những bức tranh cổ đại. Căn bệnh được công nhận là một bệnh riêng biệt lần đầu bởi bác sĩ người Anh Michael Underwood năm 1789 và virus gây nên nó được xác định năm 1908 bởi nhà miễn dịch học người Áo Karl Landsteiner. Các đợt bùng phát bắt đầu xuất hiện cuối thế kỷ 19 tại châu Âu và Hoa Kỳ. Đến thế kỷ 20 nó đã trở thành một trong những bệnh ở trẻ em đáng lo ngại nhất tại những khu vực này. Vắc-xin bại liệt đầu tiên được phát triển những năm 1950 bởi Jonas Salk. Không lâu sau, Albert Sabin phát minh ra một vắc-xin qua đường miệng, trở thành tiêu chuẩn chung của thế giới để phòng ngừa bại liệt.
Xóa sổ bệnh bại liệt là mục tiêu của một nỗ lực y tế công cộng đa quốc gia nhằm loại bỏ vĩnh viễn tất cả các trường hợp nhiễm bệnh bại liệt (bại liệt) trên toàn thế giới bắt đầu từ năm 1988, do Tổ chức Y tế Thế giới (WHO), Quỹ Nhi đồng Liên hợp quốc (UNICEF) và Rotary Foundation lãnh đạo. Các tổ chức này, cùng với Trung tâm Kiểm soát và Phòng ngừa Dịch bệnh Hoa Kỳ (CDC) và Quỹ Gates, đã dẫn đầu chiến dịch thông qua Sáng kiến Xóa bỏ Bại liệt Toàn cầu (GPEI). việc xóa sổ các bệnh truyền nhiễm đã thành công hai lần trước đây, với bệnh đậu mùa  và bệnh dịch tả ở trâu bò. Đến ngày 28 tháng 8 năm 2020, Ủy ban Chứng nhận Khu vực châu Phi tuyên bố rằng bệnh bại liệt hoang dã đã bị xóa sổ ở châu Phi.

## Phân loại
| Kết quả                                    | Tỉ lệ số ca     |
| ------------------------------------------ | --------------- |
| Không có triệu chứng                       | 90–95%          |
| Bệnh nhẹ                                   | 4–8%            |
| Không liệt vô trùng viêm màng não vô khuẩn | 1–2%            |
| Liệt                                       | 0,1–0,5%        |
| — Spinal polio                             | 79% các ca liệt |
| — Bulbospinal polio                        | 19% các ca liệt |
| — Bulbar polio                             | 2% các ca liệt  |

Bại liệt là từ dùng để chỉ bệnh gây ra bởi bất kỳ bệnh nào trong ba loại bệnh bại liệt. Hai loại bại liệt thường gặp được miêu tả như: bệnh nhẹ không liên quan đến hệ thần kinh trung ương, đôi khi được gọi là abortive poliomyelitis, và loại bệnh nặng liên quan đến hệ thần kinh trung ương có thể gây liệt hoặc không liệt. Ở hầu hết những người có hệ miễn dịch bình thường, nhiễu virus bại liệt không có triệu chứng. Hiếm khi nhiễm trùng có các triệu chứng nhỏ; các triệu chứng có thể là nhiễm trùng đường hô hấp trên (viêm họng và sốt), rối loạn tiêu hóa (buồn nôn, nôn, đau bụng, táo bón hoặc hiếm hơn là tiêu chảy), và biểu hiện bệnh giống cúm.
Virus đi vào hệ thần kinh trung ương chiếm khoảng 3% các ca nhiễm. Hầu hết bệnh nhân bị bệnh liên quan đến hệ thần kinh trung ương phát triển bệnh viêm màng não vô trùng không liệt, với các triệu chứng đau đầu, cổ, lưng, bụng và đau chi, sốt, nôn mửa, hôn mê và khó chịu. Khoảng 1 đến 5 trong 1000 ca phát triển thành bệnh liệt, trong đó các cơ bị yếu đi, mềm và khó kiểm soát, và cuồi cùng bị liệt hoàn toàn; tình trạng này được gọi là liệt phần mềm cấp tính. Tùy thuộc vào vị trí liệt, bại liệt được phân loại thành liệt cột sống, hành tủy và cột sống-hành tủy. Viêm não, một loại nhiễm trùng tế bào não, có thể hiếm xảy ra, và thường chỉ gặp đối với trẻ sơ sinh. Nó đặc trưng bởi sự nhầm lẫn, thay đổi trạng thái tinh thần, đau đầu, sốt, và ít phổ biến hơn là co giật và liệt cứng.

## Nguyên nhân

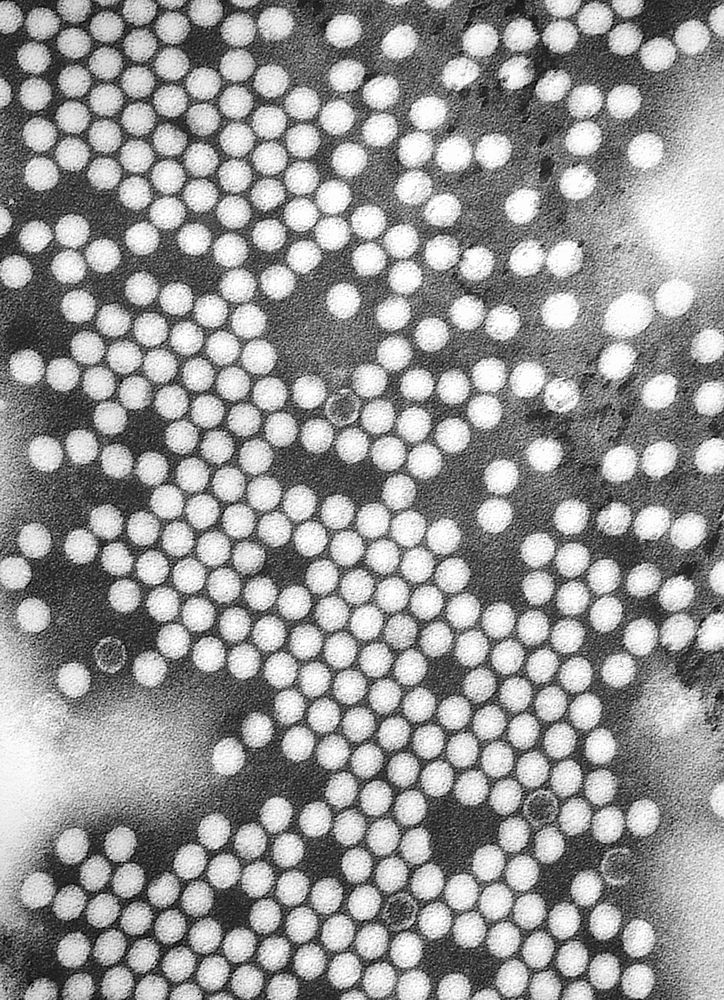
Hình ảnh virus poliovirus dưới kính hiển vi điện tử truyền qua.

Bệnh bại liệt gây ra bởi sự xâm nhiễm một loài virus trong chi Enterovirus, có tên là poliovirus (PV). RNA virus của nhóm này xâm chiếm đường tiêu hóa – đặc biệt là hầu họng và ruột. PV chỉ lây nhiễm và gây bệnh ở người. Cấu trúc virus của loài này rất đơn giản, bao gồm một gen (+) sense RNA được bao bọc bằng một vỏ protein được gọi là capsid. Ngoài ra, để bảo vệ vật liệu gen của virus, các protein capsid cho phép poliovirus lây nhiễm một số kiểu tế bào nhất định. Có 3 chủng poliovirus đã được xác định gồm poliovirus típ 1 (PV1), típ 2 (PV2), và típ 3 (PV3) – mỗi típ này cần các protein capsid hơi khác nhau. Cả ba đều là các virus độc hại và có thể tạo ra cùng các triệu chứng bệnh. PV1 là dạng phổ biến nhất, và có mối quan hệ gần gũi nhất liên quan đến bệnh tê liệt.
Những cá nhân bị phơi nhiễm virus, hoặc qua lây nhiễm hoặc do tiêm chủng bằng vắc-xin polio đều phát triển sự miễn dịch. Ở những người miễn dịch, kháng thể IgA chống lại poliovirus có mặt trong amidan và đường tiêu hóa, và có thể ngăn chặn việc sao chép của virus; các kháng thể IgG và IgM chống lại PV có thể ngăn chặn sự xâm nhập của virus vào các nơ-ron vận động của hệ thần kinh trung ương. Nhiễm hoặc tiêm vắc-xin bằng một trong ba loại PV không cung cấp đủ tính miễn dịch để chống lại các loại PV khác, và khả năng miễn dịch hoàn toàn cần phải tiếp xúc với cả ba típ huyết thanh virus.
Một bệnh hiếm gặp với biểu hiện tương tự, bệnh bại liệt không do poliovirus, có thể là kết quả của sự lây nhiễm của các enterovirus không phải poliovirus.

## Dấu hiệu
Triệu chứng bệnh bại liệt sẽ khác nhau phụ thuộc vào thể bệnh. Dựa vào biểu hiện lâm sàng, bệnh bại liệt được chia ra thành các thể sau:
Thể liệt mềm cấp điển hình (chiếm 1%) với các triệu chứng điển hình nhất như: sốt, chán ăn, nhức đầu, buồn nôn, đau cơ các chi, gáy và lưng, dần dần mất vận động dẫn đến liệt không đối xứng. Mức độ liệt tối đa là liệt tủy sống, liệt hành tủy dẫn đến suy hô hấp và tử vong. Liệt ở chi, không hồi phục làm bệnh nhân khó vận động hoặc mất vận động.
Thể viêm màng não vô khuẩn: Sốt, nhức đầu, đau cơ, cứng gáy.
Thể nhẹ: Sốt, khó ngủ, nhức đầu, buồn nôn, nôn, táo bón, có thể phục hồi trong vài ngày.
Thể ẩn: Không rõ triệu chứng là thể thường gặp, song thể nhẹ có thể biến chuyển sang nặng.

### Truyền bệnh
Bại liệt rất dễ lây qua đường phân-miệng và hầu-họng. Trong vùng bệnh, polioviruses tự nhiên có thể lây nhiễm gần như toàn bộ dân số. Đây là loại bệnh mang tính theo mùa ở vùng ôn đới, với đỉnh lây nhiễm vào mùa hè và thu. Sự khác biệt theo mùa ít rõ nét hơn ở các vùng nhiệt đới. Thời gian giữa lần tiếp xúc đầu tiên và các triệu chứng đầu tiên, được gọi là thời kỳ ủ bệnh, thường từ 6 đến 20 ngày, khoảng tối đa là 3 đến 35 ngày. Các hạt virus được bài tiết trong phân sau vài tuần khi nhiễm đầu tiên. Bệnh được truyền chủ yếu qua đường phân-miệng, thông qua việc ăn thức ăn hoặc nước bị nhiễm virus. Nó thỉnh thoảng cũng truyền qua đường uống-miệng, một cơ chế dễ bắt gặp ở những vùng có điều kiện vệ sinh và vệ sinh môi trường tốt. Polio bị lây nhiễm mạnh nhất giữa ngày thứ 7 và 10 trước và sau khi xuất hiện triệu chứng, nhưng sự truyền bệnh xảy ra miễn là virus còn nằm trong phân hoặc nước bọt.
Các yếu tố làm tăng nguy cơ nhiễm polio hoặc ảnh hưởng đến độ nghiêm trọng của bệnh bao gồm suy giảm miễn dịch, suy dinh dưỡng, hoạt động thể chất ngay sau khi bắt đầu tê liệt, chấn thương cơ xương do tiêm vắc-xin hay tác nhân điều trị, và mang thai. Mặc dù virus có thể vượt qua rào cản mẹ-thai trong thời kỳ mang thai, thai nhi dường như không bị ảnh hưởng bởi mẹ nhiễm trùng hoặc tiêm chủng bại liệt. Kháng thể mẹ cũng đi qua nhau, cung cấp miễn dịch thụ động để bảo vệ trẻ sơ sinh không bị nhiễm virus bại liệt trong những tháng đầu sau khi chào đời.
Để phòng ngừa lây nhiễm, các hồ bơi công cộng thường đóng cửa trong thời gian có dịch bệnh.

## Sinh lý bệnh

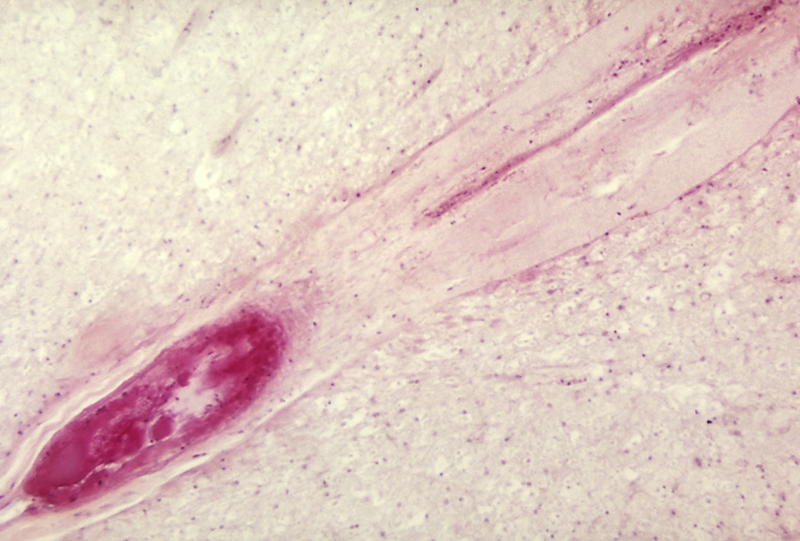
Sự tắc nghẽn của động mạch tủy sống trước thắt lưng do virus bại liệt (PV3)

Poliovirus đi vào cơ thể qua đường miệng, sẽ lây nhiễm những tế bào đầu tiên mà nó tiếp xúc là họng và niêm mạc ruột. Nó đi vào bằng cách gắn kết với một thụ thể dạng immunoglobulin, được gọi là thụ thể poliovirus hay CD155, trên màng tế bào. Sau đó, virus tấn công bộ máy của tế bào chủ, và bắt đầu sao chép. Poliovirus phân chia bên trong các tế bào tiêu hóa trong khoảng một tuần, từ đó nó phát tán vào amidan (đặc biệt là tế bào đuôi gai nang nằm gần tâm phôi amidan), mô bạch huyết của đường ruột gồm các tế bào M của Peyer's patches, và đi sâu vào cổ tử cung và các hạch bạch huyết mạc treo, nơi nó nhân lên rất nhiều. Virus này sau đó được hấp thụ vào dòng máu.
Được gọi là virus huyết (viremia), sự có mặt của virus trong dòng máu làm nó phân bố rộng khắp trong cơ thể. Poliovirus có thể tồn tại và nhân lên trong máu và hệ bạch huyết trong thời gian dài, đôi khi có thể kéo dài 17 tuần. Trong một tỉ lệ nhỏ các ca bệnh, nó có thể phát tán và sao chép ở những vị trí khác, như mỡ nâu, các tế nào nội mô, và cơ. Sự sao chép được duy trì này gây ra một lượng lớn virus trong máu, và dẫn đến các triệu chứng tương tự như cảm. Hiếm khi, điều này có thể tiến triển và virus có thể xâm nhập vào hệ thần kinh trung ương, gây ra phản ứng viêm địa phương. Trong hầu hết các trường hợp, điều này gây ra triệu chứng viêm giới hạn màng não, là các lớp mô bao bọc xung quanh não, được gọi là viêm màng não vô khuẩn. Sự xâm nhập vào hệ thần kinh trung ương cho thấy không có lợi cho virus, và có thể là một sự lây nhiễm ngẫu nhiên của nhiễm trùng đường tiêu hóa thông thường. Cơ chế virus bại liệt lây sang hệ thần kinh trung ương chưa thật sự được hiểu rõ, nhưng có vẻ chủ yếu là do ngẫu nhiên – độc lập với tuổi tác, giới tính, hay địa vị kinh tế xã hội của bệnh nhân.

### Viêm tủy xám liệt

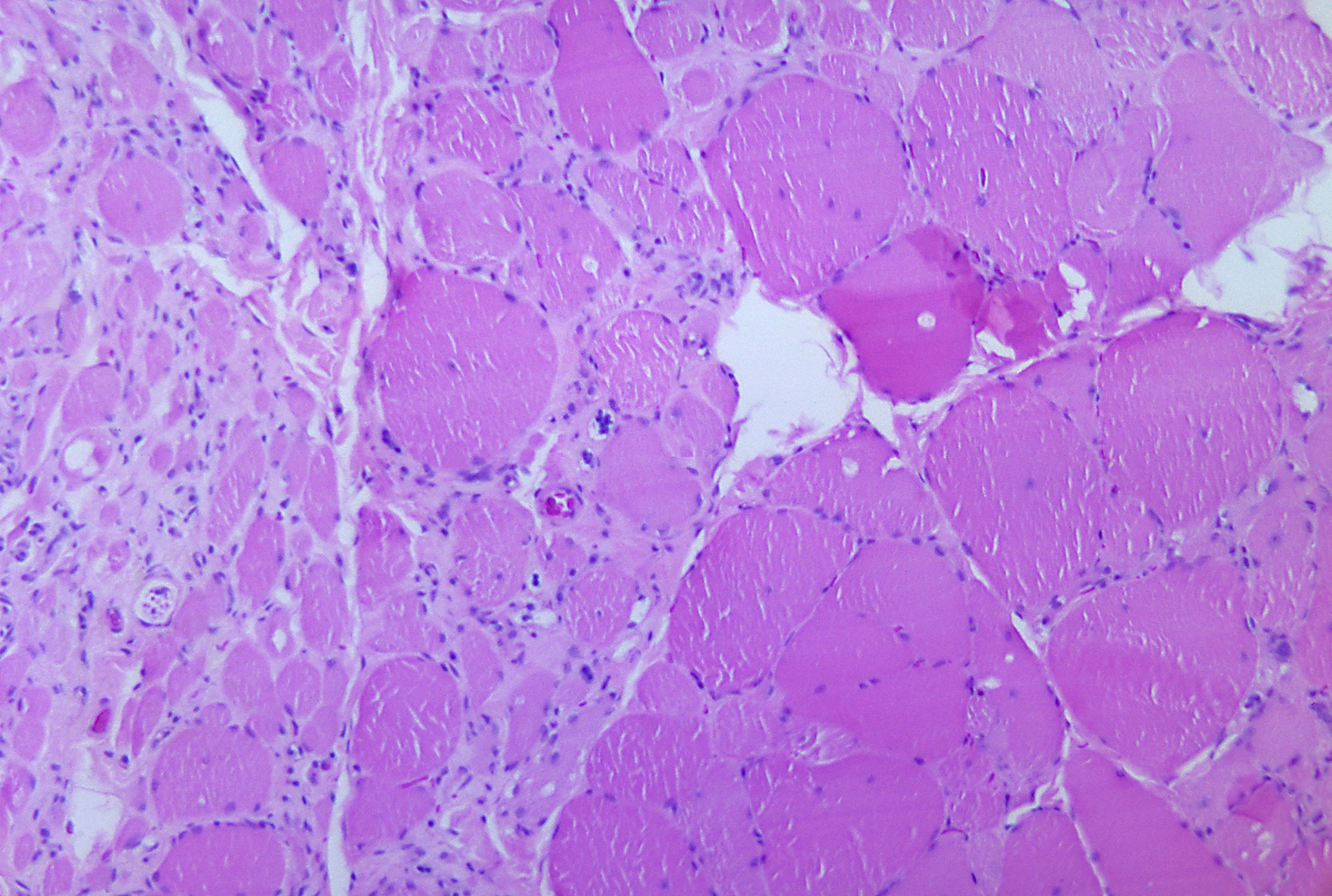
Sự đứt dây thần kinh của mô cơ xương gần nơi nhiễm virus bại liệt có thể dẫn đến bị liệt.

Trong khoảng 1 phần trăm ca nhiễm, virus bại liệt lan theo một số đường sợi thần kinh, sinh sôi ở và phá hủy các nơron vận động trong tủy sống, thân não, hay vỏ não vận động. Điều này dẫn đến viêm tủy xám bại liệt, trong đó có các dạng (tủy sống, hành não, và hành-tủy) chỉ khác nhau ở mức độ viêm và số nơron bị phá hủy, và vùng trong hệ thần kinh trung ương bị ảnh hưởng.
Sự phá hủy các tế bào nơron làm tổn thương hạch thần kinh tủy sống; chúng cũng có thể xảy ra ở cấu tạo lưới, nhân tiền đình, thùy nhộng tủy não, và nhân tiểu não sâu. Sự viêm do các nơron bị phá hủy làm thay đổi màu sắc và diện mạo của chất xám trong cột sống, khiến chúng có sắc đỏ và bị phồng lên. Những thay đổi khác do bệnh liệt diễn ra ở vùng não trước, cụ thể là vùng dưới đồi và đồi thị. Cơ chế phân tử của việc virus bại liệt gây nên bệnh bại liệt vẫn chưa được hiểu rõ.
Các triệu chứng của viêm tủy xám bại liệt gồm sốt cao, đau đầu, cơ cứng ở lưng và cổ, sự yếu cơ không đồng đều, nhạy cảm với va chạm, khó nuốt, đau cơ, mất phản xạ tự nhiên, dị cảm, dễ bị kích thích, táo bón, hoặc khó tiểu. Liệt thường xuất hiện từ một đến mười ngày sau khi có triệu chứng, kéo dài trong hai đến ba ngày, và thường kết thúc trước khi hết sốt.
Khả năng bị viêm tủy xám bại liệt cũng như mức độ bị liệt tăng dần theo độ tuổi. Ở trẻ em, viêm màng não không liệt là hậu quả phổ biến nhất của việc lây sang hệ thần kinh trung ương, và liệt chỉ xảy ra ở một trong 1000 ca. Ở người lớn, liệt xảy ra ở một trong 75 ca. Ở trẻ em dưới năm tuổi, liệt một chân là phổ biến nhất; ở người lớn, liệt vùng ngực và bụng, cũng như cả tứ chi – liệt tứ chi – phổ biến hơn. Tỉ lệ liệt cũng phụ thuộc vào loại huyết thanh của virus bại liệt; tỉ lệ này cao nhất với virus bại liệt loại 1 vào khoảng một trong 200, tỉ lệ của virus loại 2 thấp hơn, vào khoảng một trong 2.000.

#### Bại liệt tủy sống

Vị trí các nơron vận động trong tế bào sừng trước của cột sống

Bại liệt tủy sống, dạng phổ biến nhất của viêm tủy xám liệt, bắt nguồn từ sự nhiễm virus của các nơron vận động ở tế bào sừng trước, hay phần chất xám trước trong cột sống, vốn chịu trách nhiệm cho sự vận động các cơ, bao gồm thân mình, chi, và cơ gian sườn trước. Virus xâm nhập dẫn đến sự viêm các tế bào thần kinh, làm tổn thương hoặc phá hủy hạch thần kinh nơron vận động. Khi các nơron tủy sống chết, quá trình thoái hóa Waller diễn ra, dẫn đến sự yếu các cơ do các nơron đó kiểm soát. Khi các tế bào thần kinh bị phá hủy, các cơ không còn nhận tín hiệu từ não bộ hay tủy sống; không có các kích thích thần kinh, các cơ bị teo, trở nên yếu ớt, mềm xụ và khó kiểm soát, cuối cùng dẫn đến liệt. Liệt hoàn toàn tiến triển nhanh (hai đến bốn ngày) và thường đi kèm với sốt và đau cơ. Các phản xạ gân cũng bị tác động, và thường bị mất hoặc yếu đi; tuy nhiên, cảm giác ở những chi bị liệt không bị ảnh hưởng.
Mức độ ảnh hưởng của liệt tủy tùy thuộc vào vùng bị ảnh hưởng, có thể là cổ, ngực, hoặc thắt lưng. Virus có thể ảnh hưởng đến cơ ở cả hai bên cơ thể, tuy nhiên thường sự liệt chỉ xảy ra ở một bên. Bất kỳ chi nào cũng có thể bị liệt – một chân, một tay hoặc cả hai chân và hai tay. Liệt thường nặng hơn ở  gần trung tâm cơ thể (nơi các chi nối với thân) hơn là ở xa (các ngón tay và ngón chân).

#### Bại liệt hành não

Vị trí và cấu tạo của hành não (màu cam)

Chiếm khoảng hai phần trăm các ca viêm tủy xám liệt, bại liệt hành não diễn ra khi virus bại liệt xâm nhập và phá hủy các dây thần kinh trong vùng hành não của thân não. Vùng hành não là một đường chất trắng kết nối vỏ đại não với thân não. Sự phá hủy những dây thần kinh này làm yếu các cơ của dây thần kinh sọ, dẫn đế triệu chứng của viêm não, và gây khó thở, nói và nuốt. Các dây thần kinh quan trọng bị ảnh hưởng bao gồm dây thần kinh lưỡi-hầu (kiểm soát một phần việc nuốc và các chứng năng của họng, lưỡi và vị giác), thần kinh lang thang (gửi tín hiệu đến tim, ruột và phổi), và thần kinh phụ (kiểm soát vận động cổ trên). Do ảnh hưởng lên việc nuốt, dịch nhầy tiết ra có thể tích tụ trong khí quản, làm ngạt thở. Các dấu hiệu và triệu chứng khác bao gồm yếu mặt (do sự phá hủy thần kinh sinh ba và thần kinh mặt, phân bố ở má, ống thông mũi họng, nướu, và cơ mặt), song thị, khó nhai, cũng như độ sâu, nhịp điệu, và tần số hô hấp khác thường (có thể dẫn đến ngừng hô hấp). Phù phổi và sốc tuần hoàn cũng có thể xảy ra và có khả năng gây tử vong.

#### Bại liệt hành-tủy
Khoảng 19 phần trăm các ca viêm tủy xám liệt có cả triệu chứng tủy và hành não; được gọi là bại liệt hô hấp hay hành-tủy. Trong trường hợp này, virus tác động đến phần trên của tủy sống cổ (đốt sống cổ C3 đến C5), xảy ra liệt cơ hoành. Các dây thần kinh quan trọng bị ảnh hưởng là dây thần kinh hoành (điều kiển cơ hoành để phồng phổi) và những dây kiểm soát cơ cần để nuốt. Do những dây thần kinh đó bị phá hủy, dạng bại liệt này ảnh hưởng đến việc hít thở, khiến bệnh nhân khó hoặc không thể hô hấp mà không có máy thở. Nó có thể dẫn đến liệt cánh tay và chân, cũng như ảnh hưởng đến việc nuốt và chức năng của tim.

## Vắc-xin bại liệt

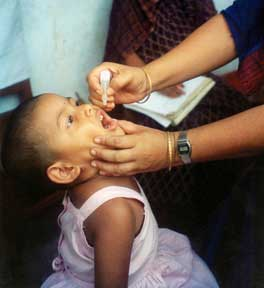
Trẻ uống vắc-xin ngừa bại liệt

Có hai loại vắc-xin ngừa bại liệt được dùng rộng rãi trên khắp thế giới. Cả hai loại đều kích thích miễn dịch với bại liệt, có hiệu quả trong việc khống chế truyền bệnh từ người sang người đối với các virus bại liệt tự nhiên, do đó bảo vệ được cả người nhận vắc-xin và cộng đồng (được gọi là miễn dịch nhóm).
Vắc-xin thứ nhất, dựa trên một loại huyết thanh của virus còn sống nhưng đã bị làm yếu, loại này đã được nhà virus học Hilary Koprowski phát triển. Nguyên mẫu vắc-xin của Koprowski đã được tiêm cho một cậu bé 7 tuổi vào ngày 27 tháng 2 năm 1950. Koprowski đã tiếp tục công việc nghiên cứu vắc-xin này trong suốt thập niên 1950, đã đi tiên phong trong việc tạo ra những cuộc thử nghiệm trên quy mô lớn trong vùng Belgian Congo và đã tiêm vắc-xin này cho 7 triệu trẻ em ở Ba Lan để chống lại các típ virus PV1 và PV3 giữa năm 1958 và 1960.
Loại vắc-xin virus không hoạt động thứ 2 được Jonas Salk phát triển năm 1952 tại đại học Pittsburgh, và đã thông báo trên thế giới vào ngày 12 tháng 4 năm 1955. Vắc-xin Salk hay vắc-xin virus bại liệt không hoạt động (IPV), được tạo ra dựa trên virus bại liệt phát triển trên một loại nuôi cấy mô thận khỉ (tế bào vero line), chúng bị ức chế hoạt động hóa học bằng chất formalin. Sau hai liều vắc-xin IPV (bằng phương pháp tiêm), 90% hoặc hơn nữa số lượng cá thể đã có thể hình thành đủ kháng thể để chống lại 3 típ virus bại liệt, và với ít nhất 99% được miễn dịch nếu tiêm tiếp liều thứa 3.

## Dịch tễ học
| không dữ liệu <0,3 0,3-0,75 0,75-1,2 1,2-1,65 1,65-2,1 2,1-2,55 | 2,55-3 3-4 4-5 5-7,5 7,5-10 >10 |

Năm sống điều chỉnh theo bệnh tật đối với bệnh bại liệt trên 100,000 dân của năm 2004.
không dữ liệu
<0,3
0,3-0,75
0,75-1,2
1,2-1,65
1,65-2,1
2,1-2,55
2,55-3
3-4
4-5
5-7,5
7,5-10
>10

Trong khi bệnh này hiếm gặp tại các nước phương Tây thì Nam Á và châu Phi là nơi có các ca bệnh nhiều nhất, đặc biệt là Pakistan, và Nigeria. Sau khi sử dụng vắc-xin poliovirus rộng rãi vài giữa thập niên 1950, tỷ lệ mắc bệnh bại liệt giảm mạnh ở nhiều nước công nghiệp phát triển. Nỗ lực của toàn cầu là loại trừ bệnh bại liệt từ năm 1988, dẫn đầu bởi các tổ chức Y tế Thế giới, UNICEF, và Rotary Foundation. Những nỗ lực này đã làm giảm số các ca được chẩn đoán hàng năm lên 99%; theo ước tính trên 350.000 ca năm 1988 xuống còn 483 ca năm 2001, sau đó nó duy trì ở mức khoảng 1.000 ca mỗi năm (1.606 ca năm 2009). Năm 2012, số ca giảm xuống còn 223.
Bại liệt là một trong hai loại bệnh hiện được đưa vào chương trình loại bỏ nó trên toàn cầu cùng với bệnh giun chỉ (Dracunculiasis hoặc Guinea-worm disease). Cho đến nay, chỉ có bệnh đậu mùa đã được loại bỏ hoàn toàn từ năm 1979, và bệnh dịch tả trâu bò năm 2010. Một số mốc lộ trình loại bỏ bệnh bại liệt đã đạt được, và nhiều khu vực trên thế giới đã được công nhận không còn bệnh bại liệt. Châu Mỹ tuyên bố không còn bệnh bại liệt năm 1994. Năm 2000, bệnh bại liệt được tuyên bố đã loại bỏ chính thức ở 37 quốc gia phía tây Thái Bình Dương, bao gồm cả Trung Quốc và Úc. Châu Âu tuyên bố không còn bệnh năm 2002. Cho đến năm 2012, bại liệt chỉ còn phổ biến ở 3 quốc gia là Nigeria, Pakistan, và Afghanistan, mặc dù nó tiếp tục gây ra các bệnh ở các quốc gia lân cận do sự truyền nhiễm ẩn hoặc tái phát. Ví dụ, thay vì loại bỏ 10 năm trước, bệnh này lại tái phát ở Trung Quốc vào tháng 9 năm 2011 liên quan đến dòng truyền bệnh chính từ những người láng giềng Pakistan. Từ tháng 1 năm 2011, không có ca nhiễm bệnh bại liệt nào được báo cáo ở Ấn Độ, vào tháng 2 năm 2012, quốc gia này đã được đưa ra khỏi danh sách các nước có bệnh bại liệt nhiều (đặc hữu). Nếu không có ca bệnh bại liệt tự nhiên nào được thông báo ở một quốc gia trong vòng 2 năm, thì quốc gia đó sẽ là nước không còn bệnh bại liệt.